# 新進党
新進党（しんしんとう）は、1994年末から1997年末にかけて活動した日本の政党である。55年体制成立以後、自由民主党以外で初めて日本社会党を上回る数の国会議員を擁する政党であった。

## 歴史

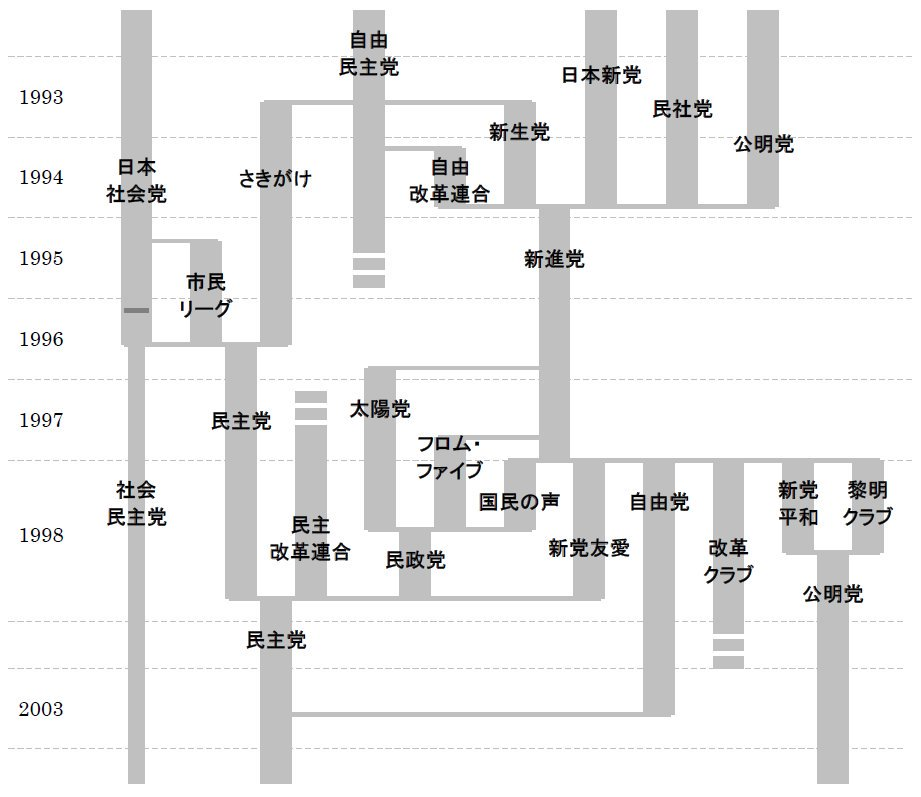
1990年代の政党の離合集散

### 結成までの経緯
1994年（平成6年）6月の自由民主党・日本社会党・新党さきがけによる村山富市内閣の発足で下野した非自民・非共産勢力は、次期総選挙で施行される小選挙区比例代表並立制への対応に迫られていた。小選挙区で自民党に対抗するためには野党各党が合流して各選挙区で候補者を1名に絞らなければならず、新・新党を結成する流れが一気に傾き、新生党・公明党の一部（段階的に新党参加を決定したため、分党により新党合流組は「公明新党」を結成した）・民社党・日本新党・自由改革連合など（主に統一会派「改革」を結成していた勢力）が結集し、同年12月10日、結党された。理念は「自由、公正、友愛、共生」であった。なお、これら政党からは新党に不参加の議員も少なからず出ていた。
新進党不参加議員
新党結成に関して、新生党の代表幹事であった小沢一郎（当時：新党準備委員会委員長）は「保守党」と名付けることを希望したが、周囲の反発により断念した。初代党首選挙は、自由改革連合代表の海部俊樹元首相、新生党党首の羽田孜元首相、民社党委員長の米沢隆の3名で争われ、海部が勝利した。
結成時の所属国会議員数は214人（衆議院178人、参議院36人）である。結党時の国会議員数が200人を超える政党が結成されたのは、1955年（昭和30年）結成の自民党以来39年ぶりであった。
公式の英語党名は、当初「New Progressive Party（新進歩党）」とする案も出されたが、異論があり「New Frontier Party (新開拓地党)」となった。公式の略称は新進、NFPとされた。日本の英字紙であるジャパン・タイムズは公式英称をあまり用いず、ローマ字名称の「Shinshinto」を多く用いた。

### 1995年参議院議員選挙の躍進
1995年（平成7年）7月の第17回参議院選挙においては阪神・淡路大震災やオウム事件対応の批判票もあって躍進し、改選議席の19議席から40議席へと議席を倍増させ、選挙区では改選3名以上の複数区で公明系候補者が全員当選、またこれまで自社指定席であった二人区の福島・茨城・千葉・静岡などで議席獲得、比例区の得票では自民党の獲得票を上回る躍進を見せた。
ただし、当時の比例区は厳正拘束名簿式であったことから、候補者の順位付けが難航し、公明党・創価学会関係者や旧同盟系の労組関係者が上位に配される事となり、愛知県選挙区から比例区に転出予定であった井上計（旧民社党出身）は、名簿の登載順位が低かったことから立候補を辞退し、政界から引退した。また、目玉候補の一人であった畑恵（元NHKアナウンサー）も他の候補者より低い16位に登載され、不満を漏らして一時は立候補を取りやめる動きをみせている（結果は当選）。後述の友部達夫が自身が設立したオレンジ共済組合の資金を、当選圏内の比例順位獲得のために政界工作目的で流用したオレンジ共済組合事件の引き金となっていたとされる。
同年12月の海部党首の任期満了に伴い行われた党首選において、羽田孜と小沢一郎が激突し、小沢が党首に就任した。海部と争った前回の1994年（平成6年）12月党首選に続き敗退した羽田の支持グループは、これ以降、党運営を巡り小沢との対立を徐々に深めていくことになる。

### 1996年衆議院議員総選挙の低迷
1996年（平成8年）10月の第41回衆議院総選挙では政権交代を目指し、野党第一党としては38年ぶりに衆議院議員定数の過半数の候補者を擁立した。消費税率を20世紀中は据え置くことや、減税およびそれに伴う経済の活性化による財政再建を公約の目玉にするも、解散前議席に届かなかった。
主な敗因として、

まず、自民党・新進党・民主党の候補者による三つ巴の戦いで反自民の票が割れた結果、自民党が勝利した小選挙区が多かった。

前回選挙から定数が11議席減少したことや、小選挙区制となったため候補者調整により、新進党は主に創価学会や旧同盟系労組関連の候補を比例単独候補に回したことで、小選挙区立候補者は重複立候補を原則行わなわず、比例重複を行った候補者が7人と限られることとなった。
| 選挙区   | 候補者氏名 | 新旧 | 比例ブロック | 惜敗率 | 当落         |
| -------- | ---------- | ---- | ------------ | ------ | ------------ |
| 千葉10区 | 須藤浩     | 前   | 南関東       | 38.95  | 落選         |
| 東京5区  | 野村沙知代 | 新   | 東京         | 51.16  | 落選         |
| 石川2区  | 一川保夫   | 新   | 北陸信越     | 76.27  | 比例復活当選 |
| 福井3区  | 松田篤之   | 新   | 北陸信越     | 61.80  | 落選         |
| 兵庫9区  | 宮本一三   | 前   | 近畿         | -      | 小選挙区当選 |
| 岡山4区  | 加藤六月   | 前   | 中国         | 37.12  | 比例復活当選 |
| 福岡4区  | 東順治     | 前   | 九州         | 71.52  | 繰上当選     |

この結果、小選挙区で主に自民党に競り負ける候補者が続出し、民主党政権で総理大臣となる千葉4区の野田佳彦を筆頭に多くの小選挙区でわずか1万票前後やそれ以下の差で野党候補の落選者が多く発生した。さらに閣僚経験者（中島衛・田名部匡省・森本晃司・日笠勝之）や、かつての党幹部クラス（米沢隆・阿部昭吾・松岡滿壽男など）の落選も発生し、選挙戦略の拙さを露呈することとなった。

| 選挙区     | 候補者氏名 | 新旧 | 惜敗率 | 当選者       | 当選党派   | 備考           |
| ---------- | ---------- | ---- | ------ | ------------ | ---------- | -------------- |
| 千葉4区    | 野田佳彦   | 前   | 99.86  | 田中昭一     | 自民党     |                |
| 宮城6区    | 大石正光   | 前   | 99.08  | 菊池福治郎   | 自民党     |                |
| 青森2区    | 三村申吾   | 新   | 98.80  | 江渡聡徳     | 自民党     |                |
| 埼玉14区   | 山田英介   | 前   | 98.53  | 三ッ林弥太郎 | 自民党     |                |
| 熊本3区    | 魚住汎英   | 元   | 98.43  | 松岡利勝     | 自民党     |                |
| 神奈川12区 | 江﨑洋一郎 | 新   | 98.35  | 桜井郁三     | 自民党     |                |
| 東京12区   | 沢たまき   | 新   | 98.09  | 八代英太     | 自民党     |                |
| 山口2区    | 松岡滿壽男 | 前   | 97.33  | 佐藤信二     | 自民党     |                |
| 愛知8区    | 森田裕介   | 新   | 96.83  | 久野統一郎   | 自民党     |                |
| 三重4区    | 野呂昭彦   | 前   | 96.70  | 田村憲久     | 自民党     |                |
| 宮崎1区    | 米沢隆     | 前   | 96.17  | 中山成彬     | 自民党     |                |
| 大阪15区   | 北川修二   | 新   | 95.43  | 竹本直一     | 自民党     |                |
| 愛媛1区    | 中村時広   | 前   | 95.00  | 関谷勝嗣     | 自民党     |                |
| 岐阜1区    | 松田岩夫   | 前   | 94.48  | 野田聖子     | 自民党     |                |
| 兵庫11区   | 五島壮     | 新   | 94.28  | 戸井田徹     | 自民党     |                |
| 埼玉1区    | 浜田卓二郎 | 元   | 93.91  | 松永光       | 自民党     |                |
| 北海道3区  | 三井辨雄   | 新   | 93.79  | 石崎岳       | 自民党     | 3位落選        |
| 神奈川2区  | 上田晃弘   | 前   | 93.54  | 菅義偉       | 自民党     |                |
| 鳥取2区    | 山内功     | 新   | 92.70  | 相澤英之     | 自民党     |                |
| 東京3区    | 松原仁     | 新   | 92.61  | 栗本慎一郎   | 自民党     |                |
| 新潟1区    | 関山信之   | 前   | 92.21  | 吉田六左エ門 | 自民党     | 推薦無所属候補 |
| 宮城5区    | 土井喜美夫 | 新   | 91.91  | 安住淳       | 民主党     |                |
| 宮城2区    | 千葉国男   | 前   | 91.78  | 中野正志     | 自民党     |                |
| 神奈川1区  | 岡部正久   | 新   | 91.55  | 松本純       | 自民党     | 3位落選        |
| 神奈川6区  | 土田龍司   | 前   | 91.53  | 池田元久     | 民主党     |                |
| 北海道4区  | 鈴木康司   | 新   | 91.37  | 佐藤静雄     | 自民党     |                |
| 京都3区    | 山名靖英   | 前   | 90.43  | 寺前巌       | 日本共産党 | 3位落選        |
| 東京8区    | 山田宏     | 前   | 90.40  | 石原伸晃     | 自民党     |                |
| 高知1区    | 石田祝稔   | 前   | 90.33  | 山原健二郎   | 日本共産党 | 3位落選        |
| 栃木5区    | 進藤初洋   | 新   | 90.224 | 茂木敏充     | 自民党     |                |
| 千葉8区    | 長浜博行   | 前   | 90.223 | 櫻田義孝     | 自民党     |                |
| 大分4区    | 岩屋毅     | 元   | 90.19  | 横光克彦     | 社会民主党 |                |

さらに、
- 自民党、特に亀井静香と白川勝彦などを中心に、新進党の有力支援組織である創価学会に対するネガティブ・キャンペーンである「反創価学会キャンペーン」を展開した。
- 公明や支持母体の創価学会が一部選挙区（東京5区や神奈川11区など）で新進党候補者（反創価系の新進党候補者）へ投票せず独自投票を行い、事実上の分裂選挙になった。
- 小沢党首が保守色の強い政策を打ち出した為、自民党との差異が見つけられず革新系の有権者が民主党と共産党に流れた。
- 増税を推進する自民党や民主党に所属していながら候補者自身は増税反対と主張するなど、政党の公約と個人の公約にねじれがあり、有権者を混乱させた（消費税をなくす会の調べによると、自民党から当選した239人のうち108人、民主党から当選した52人のうち32人が、消費税引き上げ問題に関して反対もしくは見直しと公約したという）。

といった要因が挙げられる。
この選挙の結果を受けて、小沢執行部に対する求心力が徐々に揺らぎ始め、自民党からの引き抜き工作も活発化して、これに応じ離党する者が徐々に増え始めた。さらに、かつて小沢の側近的な立場でもあった熊谷弘が公然と反小沢の姿勢を示した。執行部は引き抜きに応じて自民党に移籍した一部の議員や熊谷を除名処分として党内の引き締めを図った。しかし、以前は「ワン・ワン・ライス」（小沢一郎・市川雄一・米沢隆）と呼ばれるほどの強固な協調関係が、先の選挙で米沢が落選した事や、自民党側が党分断のターゲットとして、一連のオウム真理教事件の影響や旧公明党の母体である創価学会批判を通じた宗教法人法改正に絡んだ動きで、執行部から市川や石田幸四郎といった旧公明党関係者を要職から外したことで小沢・市川の関係にも亀裂が生じ、公明党系グループも徐々に小沢から距離を遠ざかるようになった。
また、1995年の参議院議員選挙で当選した友部達夫（比例区選出）が関与したオレンジ共済組合事件では、組合の不透明な資金運用が比例名簿の上位順位（当時は拘束式比例名簿であった）獲得工作のために資金が私的に流用されるなどの事実（新進党側では細川の側近であった初村謙一郎がキーパーソンとなっていたため、細川も追及を受けた）が発覚したほか、山口敏夫が二信組事件に関与して、背任や証人喚問における偽証で逮捕されるなど、不祥事も少なからず悪影響を与えた。
そんな中、1996年末にかつての新生党として同志でもあった羽田・奥田敬和・畑英次郎らが離党し、先に除名となった熊谷が合流して太陽党を結成。太陽党は民主党に接近するようになった。さらに翌1997年6月に細川護熙らも離党（後に同年末に「フロム・ファイブ」を結党）するなど、新進党内の基盤が崩壊しつつあった。

### 解党、分裂へ
羽田・細川らの離党や自民党による引き抜き工作により求心力を失いつつあった小沢執行部は、自民党との大連立構想、いわゆる保保連合構想を模索し、自民党内で自・社・さ派の加藤紘一・野中広務に対抗する保・保派の梶山静六・亀井静香との関係強化を図った。しかしこれに対し、自民党に取り込まれると党内から反対論が吹き出し、小沢の求心力をさらに失わせる結果となった。
1997年（平成9年）11月、旧公明党のうち新進党に合流していない参議院議員・地方議員を中心とする政党「公明」が合流を取りやめ、翌年夏の第18回参議院選挙に独自で臨むことを決定した。この公明の決定は事実上解党へ向けてのトリガーにもつながったとされる。
同年12月、小沢の任期満了に伴う党首選は小沢と鹿野道彦元農水相の一騎討ちとなり、小沢が再選した。しかし、これに前後して引き抜き工作や内紛の増加で党の体質に不満を持った離党者が続出していたこともあり、鹿野グループなどとの対立も鮮明化したことで、引き続き党首となった小沢は純化路線に進むことを決断し、同月27日に両院議員総会を開いて新進党の分党と新党の結成を宣言した。同月31日付で新進党は解党され、その後は6党に分裂した（一部の議員はこの6党に合流せず、無所属の会など独自会派結成や他党への合流など独自の選択をした議員もいる）。
分裂した6党
- 自由党 - 保守系・小沢グループ、旧公明党系の一部
- 国民の声 - 保守系・反小沢グループ
- 改革クラブ - 保守系・中間若手グループ
- 新党平和 - 旧公明党・衆議院グループ
- 黎明クラブ - 旧公明党・参議院グループ
- 新党友愛 - 旧民社党グループ

分裂した6党のうち、国民の声・新党友愛は先に結成されていた太陽党とフロムファイブと合同して民政党になった後、鳩山由紀夫と菅直人の民主党に合流して新たに新・民主党を、新党平和と黎明クラブは公明と合併して新たに公明党をそれぞれ結成した。

### 略年表
- 1994年（平成6年）
  - 9月6日 - 新党準備会を発足。
  - 11月24日 - 新党準備会で「新進党」と名称決定。
  - 12月10日 - 横浜国際平和会議場国立大ホールで結党大会[8]。初代党首は海部俊樹。大会の司会は岡田眞澄が務めた。
- 1995年（平成7年）
  - 1月17日 - 川端達夫（旧民社党系）が一時離党する。日本社会党を離党した元党委員長の山花貞夫や元党書記長の赤松広隆、無所属の海江田万里らによる、リベラル新党結成の動きに同調も、阪神・淡路大震災の影響で頓挫。同年10月に新進党に復党。
  - 2月5日 - 青森県知事選挙で党推薦の木村守男が当選。
  - 3月22日 - 二信組事件への関与が疑われる山口敏夫が離党。後に証人喚問を受け、年末には衆議院で逮捕許諾請求が可決され、背任や偽証容疑で逮捕された。
  - 4月9日 - 第13回統一地方選挙で重点的に支援した候補（北海道道知事選挙の堀達也、岩手県知事選挙の増田寛也、三重県知事選挙の北川正恭ら）が当選。秋田県知事選挙の佐藤敬夫は敗北。東京都知事選挙は新進党・公明・民社協会の足並みが揃わず自主投票とした。
  - 中西啓介が電通社員の長男の大麻取締法違反で逮捕されたことの引責により、衆議院議員を辞職した。
  - 7月23日 - 参議院議員通常選挙で40議席を獲得。比例区得票で自民党を上回る。
  - 9月13日- 小平忠正（旧民社党系）は創価学会からの後援会への介入に反発し、離党した。
  - 12月28日 - 第2代党首に小沢一郎が就任。
- 1996年（平成8年）
  - 9月 - 総選挙を直前に離党の動きが出始める。鳩山邦夫は実兄の鳩山由紀夫や菅直人らの（旧）民主党結党に参加するため離党し、一時鳩山らに同調する動きを見せた船田元も離党（無所属を経て自由民主党復党）。さらに旧新進党勢の高橋一郎・杉山憲夫・井奥貞雄と旧高志会系の今津寛らが離党し、衆院選の自民党公認（今津を除いて比例単独）候補となったことで高橋・杉山・井奥・今津の4名は除名処分とした。
  - 10月 - 第41回衆議院議員総選挙では政権交代を目指し、衆議院定数の過半数を占める候補者を擁立するも、解散前議席を4下回る156議席獲得に留まる。
  - 11月 - 選挙結果を受けて離党の動きが加速し、笹川堯・高市早苗・米田建三・田浦直・畑恵らが離党し自民党へ移籍。米田・田浦・畑は除名処分とした。また、反小沢執行部の姿勢を明確にした熊谷弘に除名処分を通告した。
  - 12月26日 - 羽田孜・奥田敬和・畑英次郎らが離党、熊谷と合流して太陽党を結成する。
- 1997年（平成9年）
  - 1月29日 - オレンジ共済組合（倒産）をめぐる、不透明な資金運用疑惑（オレンジ共済組合事件）の当事者となっていた友部達夫（元年金党代表）に対し、逮捕許諾請求が参議院で可決され、詐欺容疑で逮捕された。友部は問題が表面化した前年9月16日に新進党を離党（後に除名）しているが、参議院による議員辞職勧告決議を拒否し、2001年に最高裁で判決が確定（公民権喪失による議員失職）するまで、議員の地位に留まった。
  - 2月15日 - 公明の藤井富雄代表が予定していた新進党への合流の先送りを表明。
  - 3月 - 萩野浩基・長谷川道郎が離党し自民党へ移籍したため、除名処分とした（同年1月には実川幸夫も同様の理由で除名されている）。
  - 6月18日 - 細川護熙（旧日本新党系）が離党、年末にフロム・ファイブ結成。
  - 7月6日 - 東京都議会議員選挙で11人の党公認候補全員が落選。
  - 7月18日 - 愛知和男・北橋健治・上田清司・鴨下一郎・伊藤達也などが離党。この後も離党の動きに拍車がかかる。
  - 8月29日 - 将来的な新進党合流を見据え、翌年の参院選候補が内定した公明所属参議院議員の浜四津敏子・山下栄一・横尾和伸が入党（その後の方針転換で公明からの途中入党は3名に留まる）。
  - 10月26日 - 宮城県知事選で自民党・公明とともに推薦した市川一朗が現職の浅野史郎に敗北し落選。
  - 11月28日 - 公明が翌年の参院選比例代表を独自に戦う方針を決定。
  - 12月18日 - 小沢が党首再選。
  - 12月27日 - 党両院議員総会で解散を決定。
  - 12月31日 - 政党助成法に基づく分党手続、党解散。

### 解党後の地方組織
新進党の分党後、地方組織の多くは中央と同一歩調で各党派に分裂したが、一部で新進の枠組みを維持した地方組織もあった。
青森県民協会（青森県）
旧新進党の青森県支部連合会をそのまま引き継ぐ形で地方議員を中心に結成された。木村太郎・山崎力の現職議員を擁すると共に、県知事だった木村守男の支持母体として影響力を維持し、第18回参院選で田名部匡省を当選させる原動力となった。しかし、山崎・木村は自民党に移籍し、津軽地方の地方議員の多くが脱退した。その後、2000年（平成12年）の第42回衆議院総選挙では三村申吾を当選させるも、三村も後に脱退した。末期には田名部系の地方議員が中心となった組織となり、2004年（平成16年）3月に田名部が民主党に入党すると合流した。
岩手政和会（岩手県）
岩手県知事選挙において新進党推薦で当選した増田寛也系列の保守系会派。岩手県議会では社民党と統一会派を組んでいた。当初は小沢一郎直系だった県議だが、小沢が自由党に移った後も自由党に移らずに小沢と対立するようになった。その後自民党を離党した一部県議と地域政党いわてを結成する。
新進石川（石川県）
奥田敬和を支持する地方議員を中心に結成された。奥田の死去後も後継者の奥田建を支援しており、県政における非自民勢力の中核を担っている。2007年の参院選では民主党候補一川保夫を応援し、当選させた。2009年の衆院総選挙後、民主党幹事長の小沢一郎から民主党への合流を要請され、合流した。その後も議会会派として存続したが、2015年7月に唯一の現職議員だった宇野邦夫が辞職したことに伴い会派が消滅した。
新政みえ（三重県）
三重県知事選挙で新進党推薦で当選した北川正恭、民主党副代表の岡田克也を支持する地方議員を中心に結成された。県議会では自公を抑えて第1党である。
山口県政治改革協議会（山口県）
細川内閣時代の与党勢力で構成。新進党解党後も県議会会派「民主・公明・連合の会」（民公連）として存続したが、やがて公明党が離脱した。
新進沖縄（沖縄県）
自民党に復党した仲村正治を支持する地方議員を中心に結成された。2000年（平成12年）6月に自民党に合流した。

## 役職

### 歴代の常任幹事会党首
| 代 | 党首 | 党首     | 期             | 就任日         | 退任日         | 退任理由 |
| -- | ---- | -------- | -------------- | -------------- | -------------- | -------- |
| 1  |      | 海部俊樹 | 1              | 1994年12月8日  | 1995年12月28日 | 任期満了 |
| 2  |      | 小沢一郎 | 2              | 1995年12月28日 | 1997年12月18日 | 任期満了 |
| 2  | 3    | 小沢一郎 | 1997年12月18日 | 1997年12月31日 | 解党           |          |

### 歴代の常任幹事会・執行部役員表
| 新進党常任幹事会 （1994 - 1996） | 新進党常任幹事会 （1994 - 1996） | 新進党常任幹事会 （1994 - 1996） | 新進党常任幹事会 （1994 - 1996） | 新進党常任幹事会 （1994 - 1996） | 新進党常任幹事会 （1994 - 1996） | 新進党常任幹事会 （1994 - 1996） |
| 党首                             | 副党首                           | 幹事長                           | 政策審議会長                     | 政務会長                         | 国会運営委員長                   | 参議院議員代表                   |
| -------------------------------- | -------------------------------- | -------------------------------- | -------------------------------- | -------------------------------- | -------------------------------- | -------------------------------- |
| 海部俊樹                         | 羽田孜 石田幸四郎 米沢隆         | 小沢一郎                         | 中野寛成                         | 市川雄一                         | 神崎武法                         | 黒柳明                           |
| 海部俊樹                         | 羽田孜 石田幸四郎 米沢隆         | 小沢一郎                         | 中野寛成                         | 市川雄一                         | 神崎武法                         | 吉田之久                         |
| 海部俊樹                         | 羽田孜 石田幸四郎 米沢隆         | 小沢一郎                         | 中野寛成                         | 渡部恒三                         | 渡部恒三（兼）                   | 吉田之久                         |
| 小沢一郎                         | —                                | 米沢隆                           | 愛知和男                         | 渡部恒三                         | 西岡武夫                         | 吉田之久                         |
| 新進党役員会 （1996 - 1997）     |                                  |                                  |                                  |                                  |                                  |                                  |
| 党首                             | 副党首                           | 幹事長                           | 総務会長                         | 政策審議会長                     | 国会対策委員長                   | 参議院議員会長                   |
| 小沢一郎                         | —                                | 米沢隆                           | 渡部恒三                         | 愛知和男                         | 西岡武夫                         | 吉田之久                         |
| 小沢一郎                         | 米沢隆 渡部恒三                  | 西岡武夫                         | 神崎武法                         | 野田毅                           | 中野寛成                         | 林寛子(扇千景)                   |
| 小沢一郎                         | —                                | 西岡武夫                         | 神崎武法                         | 野田毅                           | 中野寛成                         | 林寛子(扇千景)                   |

## 党首選挙の結果
- 第1回（1994年（平成6年）12月8日） - 所属国会議員（216人）による投票
  - 海部俊樹：131票
  - 羽田孜　：052票
  - 米沢隆　：031票
  - 欠席　　：002票
- 第2回（1995年（平成7年）12月28日） - 党員・党友ならびに参加費1,000円を納めた18歳以上の国民による投票（首相公選制に近い形）
  - 小沢一郎：1,120,012票[10]
  - 羽田孜　：00566,998票
- 第3回（1997年（平成9年）12月18日） - 所属国会議員（175）と公認予定者と各都道府県連の代表者（242）による投票
  - 小沢一郎：230票
  - 鹿野道彦：182票
  - 白票　　：002票
  - 欠席　　：003票

## 参加党派
新生党
二階俊博・岡田克也ら自民党の派閥で最大勢力だった経世会が分裂して旗揚げの改革フォーラム21（羽田派）を母体に結党し、直後の総選挙では松沢成文・上田清司・西川太一郎・古賀敬章・山本幸三・柴野たいぞうらが初当選した。後に、自民党清和会（当時は安倍晋太郎派）の後継争いに敗れた政眞会（加藤六月グループ）も院内会派「新生党・改革連合」を経て入党している。清和会（三塚博派）扇千景、政策科学研究所、小坂憲次・石破茂、新政策研究会（河本敏夫派）石井一二、宏池会（宮澤喜一派）浜田卓二郎・原口一博らも途中入党した。なお、その後の内紛などで羽田孜・奥田敬和・熊谷弘・愛知和男・船田元・石破茂など新生党系所属議員が大量に離党し、多くが小沢と袂を分かつことになった。
公明新党
新進党に参加する公明党国会議員により結党された。公明党からの分党手続きを行った。公明党の衆院議員と参院の改選議員全員に加え、党籍を持たない比例区選出の参院議員で「公明党・国民会議」として会派をくんでいた広中和歌子ほか6名も参加した。新進党末期の1997年8月には公明の将来的な合流を前提に、翌年の参院選候補として内定していた浜四津敏子・山下栄一・横尾和伸の3人の公明所属議員が新進党に移籍しているが、その後の公明の方針変更でこれ以外の移籍は見られなかった。
日本新党
新党さきがけとの統一会派解消後、江田五月も自身が代表の社会民主連合を解散して合流し、小池百合子と共に副代表に就任した。衆院では、4月の「改新」参加以降、さきがけに参加するグループが「グループ青雲」、「民主の風」、9月の「改革」参加以降は海江田万里・牧野聖修らが「民主新党クラブ」を結成し、離党している。野田佳彦・山田宏・中田宏・伊藤達也・長浜博行・樽床伸二ら松下政経塾出身者が多かった。これらは当時は新人議員で選挙基盤が脆弱であったことから、改選となった衆院選では僅差で敗れて落選した議員も少なくない（野田・山田・長浜・中村時広・山崎広太郎など）。一方で自由連合に参加した小泉晨一・石井紘基、自民党に移籍した茂木敏充・遠藤利明、無所属に留まった武田邦太郎・小島慶三などは参加していない。
民社党
米沢・川端・小平・中井洽・北橋健治・塚田延充・安倍基雄・伊藤英成・神田厚・高木義明・中野寛成・青山丘・柳田稔・勝木健司・吉田之久・足立良平・寺崎昭久・直嶋正行・ 長谷川清・吉田治・石田美栄・西村眞悟ら大半は参加したが、大内啓伍前委員長（当時）と前議員の塚本三郎元委員長は公明党との合流を拒否して参加せず、自民党（大内は自由連合をクッションに挟んで自民党へ）に合流した。なお、民社党系の国会議員及び地方議員は継承する政治団体として民社協会を結成した。
自由改革連合
9月に結成した衆院会派「改革」に参加した保守系4党派（改革の会・新党みらい・高志会・自由党（柿澤自由党））により結成された。なお、このグループも保岡興治・太田誠一・笹川堯・高市早苗など多くが自民党による引き抜きのターゲットにされて、後に離党し自民党へ戻ったほか、鳩山邦夫は民主党設立のために衆院選前に離党している。
このほか、無所属の笹木竜三（民社党会派に属していた）、「リベラルの会」を経て「改革」に参加していた山口敏夫、日本社会党を除名となった川島實や堀込征雄（途中入党）らがいる。
参院で統一会派「新緑風会」を結成していた民主改革連合（前代表の中村鋭一と後に衆院に鞍替えした萩野浩基は参加）とスポーツ平和党、横山ノックらは参加しなかった。
総理大臣指名選挙で羽田・海部を支持しながら新進党に参加しなかった無所属の徳田虎雄は、前出の栗本・大内・柿沢・佐藤静・石井紘・小泉と自由連合を結成し、自民党と歩調を合わせた。

## 平成会
新進党結党に伴い、参議院新進党と公明（公明党に所属していた参議院議員と地方議員による政党）の参議院院内会派として1995年1月19日に結成された。
1997年12月、新進党分党と同時に平成会は解散した。

## 党勢

### 衆議院
| 選挙         | 当選/候補者 | 定数 | 議席占有率 | 得票数（得票率）     | 得票数（得票率）     | 備考   |
| 選挙         | 当選/候補者 | 定数 | 議席占有率 | 選挙区               | 比例代表             | 備考   |
| ------------ | ----------- | ---- | ---------- | -------------------- | -------------------- | ------ |
| （結党時）   | 178/-       | 511  | 34.83%     |                      |                      |        |
| 第41回総選挙 | 156/361     | 500  | 31.20%     | 15,812,326（27.97%） | 15,580,053（28.04%） | 離党-3 |

### 参議院
| 選挙           | 当選/候補者 | 非改選 | 定数 | 議席占有率 | 得票数（得票率）     | 得票数（得票率）     | 備考                 |
| 選挙           | 当選/候補者 | 非改選 | 定数 | 議席占有率 | 選挙区               | 比例代表             | 備考                 |
| -------------- | ----------- | ------ | ---- | ---------- | -------------------- | -------------------- | -------------------- |
| （結党時）     | 36/-        | -      | 252  | 14.29%     |                      |                      |                      |
| 第17回通常選挙 | 40/62       | 17     | 252  | 22.62%     | 11,003,681（26.47%） | 12,506,322（30.75%） | （公明11と統一会派） |

（参考文献：石川真澄（一部山口二郎による加筆）『戦後政治史』2004年8月、岩波書店・岩波新書、ISBN 4-00-430904-2）
- 当選者に追加公認は含まず。追加公認には会派に加わった無所属を含む。
- 『戦後政治史』にない追加公認は2 国会議員会派別議員数の推移（召集日ベース）（衆議院、1990年 - 1999年）、(2) 参議院（1990年 - 1999年）にある、選挙直後の国会召集日の会派所属者数から判断した。